# Razac-sur-l'Isle
Razac-sur-l'Isle (tiếng Occitan Rasac d'Eila) là một xã của Pháp, nằm ở tỉnh Dordogne trong vùng Aquitaine của Pháp.

## Thông tin nhân khẩu
| Năm    | 1962  | 1968  | 1975  | 1982  | 1990  | 1999  | 2006  |
| ------ | ----- | ----- | ----- | ----- | ----- | ----- | ----- |
| Dân số | 1 218 | 1 364 | 1 702 | 2 062 | 2 212 | 2 276 | 2 394 |